# 大石人镇
大石人镇，是中华人民共和国吉林省白山市江源区下辖的一个乡镇级行政单位。

## 行政区划
大石人镇下辖以下地区：
光环社区、光环村、红石村、大石人村、小石人村和护林村。